# Papualthia sympetala
Papualthia sympetala là loài thực vật có hoa thuộc họ Na. Loài này được (C. Robinson) Merr. mô tả khoa học đầu tiên năm 1915.